# Good Enough
Good Enough (рус. «Достаточно хороша») — четвёртый сингл американской группы Evanescence из альбома The Open Door. Песня написана Эми Ли, клип был выпущен 10 сентября 2007 года.

## О песне
Эми Ли относительно песни:
Я прошла через много сложных моментов во время написания всего альбома, и в конце концов, я перешагнула их. Это очень тяжело. Ты должен быть очень смелым и сильным, чтобы сделать это. После этого я начала чувствовать себя прекрасно. В первый раз я почувствовала, что могу написать песню, основанную на хороших чувствах. Я никогда такого не делала раньше.
Ли говорит, что её муж стал вдохновением для написания этой песни, подобно тому, как он стал вдохновением для первого сингла Evanescence «Bring Me To Life».
Так же, как и песню Lacrymosa Ли писала Good Enough как саундтрек к фильму «The Chronicles of Narnia: The Lion, the Witch and the Wardrobe» (Хроники Нарнии: Лев, Колдунья и Платяной шкаф), но боссы компании Disney сочли эту композицию слишком мрачной и пафосной. В конечном счете она не была включена в саундтрек, зато часть материала составила основу песни «Good Enough». Эми подтвердила это на EvBoard, и сказала, что «Narnia Song» цела и невредима, и возможно будет реализована в будущем как B-side.
Сначала Эми Ли не хотела, чтобы «Good Enough» вошла в альбом. В интервью итальянскому каналу, она сказала, что эта песня не в стиле Evanescence. Но группе эта песня очень понравилась, и было решено, что она войдёт в альбом.
Good Enough первоначально планировалось выпустить 30 ноября 2006, после двух отсрочек, было решено отменить выпуск диска без каких либо дальнейших планов. Не существует никакой информации в прессе о том, почему выпуск сингла был отменён.

## Музыкальное видео

Эми в клипе Good Enough

Клип снимали с 11 по 14 июля 2007 года на улице Vaci utca в Будапеште, Венгрии. Улица Vaci utca, на которой снимался видеоклип, самая известная в центральном Будапеште. 3 июля 2007 года в интернет попала ворованная, незаконченная версия клипа. В ней отсутствовало множество спецэффектов. На картинке присутствовал таймер и надписи — названия спецэффектов. И к тому же видео было очень тёмное.
Видео было представлено Эми Ли на TRL MTV 10 сентября. И всё же за день до официального релиза видеоклипа, окончательная версия клипа попала на YouTube.com.
В видео Good Enough Эми записывает в дневник следующие строчки:

Can’t let go of this dream

I can’t breathe but I feel

Good enough

For you to love me too

Shouldn’t let you

Последняя строчка ещё находится под вопросом.
В клипе снялась только Эми Ли

## Список композиций
Basic
| №  | Название                                | Автор(ы) | Длительность |
| -- | --------------------------------------- | -------- | ------------ |
| 1. | «Good Enough» (Radio edit)              | Эми Ли   |              |
| 2. | «Good Enough» (Acoustic from Intl Live) | Эми Ли   |              |

Premium
| №  | Название                                | Автор(ы)               | Длительность |
| -- | --------------------------------------- | ---------------------- | ------------ |
| 1. | «Good Enough» (Radio edit)              | Эми Ли                 |              |
| 2. | «Good Enough» (Acoustic from Intl Live) | Эми Ли                 |              |
| 3. | «Your Star» (Live from Tokyo)           | Эми Ли, Терри Бальзамо |              |
| 4. | «Good Enough» (Video)                   | Эми Ли                 |              |

## Другие средства массовой информации
Интро из «Good Enough» используется в эпизоде «Fallen Idols» седьмого сезона телесериала «C.S.I.: Место преступления».